# ريكارد فرنانديز
ريكارد فرنانديز هو لاعب كرة قدم أندوري في مركز الهجوم، ولد في 19 مارس 1999 في أندورا لا فيلا في أندورا. لعب مع Andorra CF ‏.

## وصلات خارجية
- ريكارد فرنانديز على موقع الاتحاد الدولي (مؤرشف)  (الإنجليزية)
- ريكارد فرنانديز على موقع الاتحاد الأوربي (الإنجليزية)
- ريكارد فرنانديز على موقع قاعدة بيانات كرة القدم.إي يو (الإنجليزية)
- ريكارد فرنانديز على موقع ناشيونال فوتبول تيمز (الإنجليزية)
- ريكارد فرنانديز على موقع Soccerway.com (الإنجليزية)
- ريكارد فرنانديز على موقع عالم كرة القدم.نت (الإنجليزية)